# أسهم رخيصة
أسهم رخيصة Penny stock، والمعروف أيضا في بعض البلدان باسم Cent stock ، هي أسهم عادية لشركات عامة صغيرة يتم تتداولها بأسعار منخفضة للسهم الواحد.
في الولايات المتحدة الأمريكية، تحدد لجنة الأوراق المالية والبورصات الأمريكية السهم الرخيص بإنه سهم يتداول دون قيمة 5 دولارات للسهم، وغير مدرج في البورصة الوطنية، ويفشل في تلبية معايير محددة أخرى. في المملكة المتحدة، تسمى الأسهم ذات أسعار تحت 1 جنيه إسترليني بأسهم رخيصة.
ويقول ممثلو الادعاء ومكتب التحقيقات الاتحادي أن الاحتيال منتشر على نطاق واسع في سوق الأسهم الرخيصة. على الرغم من أن شركات الأسهم الرخيصة صغيرة، لكنها تنطلي على احتيالات بعشرات الملايين من الدولارات.
في حالة العديد من الأسهم الرخيصة، انخفاض سعر السوق يؤدي حتما إلى انخفاض القيمة السوقية. هذه الأسهم يمكن أن تكون شديدة التقلب وخاضعه للتلاعب من قبل المسوقين. هذه الأسهم تشكل خطرا شديدا للمستثمرين الذين غالبا ما ينجذبون على أمل تحقيق أرباح كبيرة وسريعة. وغالبا ما يتم تداول الأسهم الرخيصة في الولايات المتحدة دون توصيات على لوحة الإعلانات، أو أوراق وردية.
في الولايات المتحدة، لدى هيئة فينرا FINRA قواعد محددة لتحديد وتنظيم بيع الأسهم الرخيصة.

## مخاوف للمستثمرين
الكثير من الأسهم الرخيصة، وخاصة تلك التي تتداول بكسور من المائة، يتم تداولها بشكل طفيف. ويمكن أن تصبح هدفا للمروجين والمتلاعبين. يقوم المتلاعبون بشراء كميات كبيرة من الأسهم، ثم تضخيم سعرها وهميا من خلال بيانات إيجابية كاذبة ومضللة.
في نسخ الأكثر تطورا من هذا الاحتيال، يقوم الأفراد أو المنظمات بشراء الملايين من الأسهم، ثم استخدام المواقع الإخبارية، وغرف الدردشة، والنشرات الصحفية الوهمية، أو البريد الإلكتروني لزيادة الاهتمام في الأسهم. يقتنع المستثمر بشراء الأسهم بسرعة. عند الشراء يدفع هذا السعر السهم صعودا، وهذا الارتفاع يغري المزيد من الناس بشراء الأسهم كذلك.

## روابط خارجية
- شراء الأسهم الرخيصة يحمل مخاطر متعددة